# Friedrich Julius Stahl
Friedrich Julius Stahl (magyarosan Stahl Frigyes Gyula) (Heidingsfeld, ma Würzburg része, 1802. január 16. - Bad Brückenau, 1861. augusztus 10.) német jogtudós, filozófus és államférfi.

## Életpályája
Az erlangeni, később a würzburgi, 1840 óta a berlini egyetem tanára. Eleinte a római joggal foglalkozott és első munkája is 1827-ben eben a tárgykörben jelent meg. Később, főleg Schelling befolyására, jogbölcsészettel foglalkozott.  1830 és 1837 között két kötetben közzétette  Die Philosophie des Rechts című művét,  amelyben a jogot és államot isteni kinyilatkoztatás eredményének tüntette fel és  kifejtette, hogy a hatóság parancsai isteni igének hatalmával bírnak, azoknak tehát mindenki feltétlenül engedelmeskedni köteles. Véleménye szerint az államban a tekintélynek, nem pedig a többségnek kell uralkodnia.
Mint politikus, 1848 óta a porosz képviselőház, majd a felsőház tagja, a szélsőjobboldali, konzervatív irányzat vezetője volt. Nagy befolyást gyakorolt IV. Frigyes Vilmosra; a Kreuzzeitungban megjelent tanulmányaiban a reakciós államvezetés következetes szószólója volt. 

## Főbb művei
- Die Philosophie des Rechts,
- Die Kirchenverfassung nach Lehre und Recht der Protestanten,
- Der christliche Staat,
- Der Protestantismus als politisches Prinzip.